# ハリー・デヘイフェル
ハリー・デヘイフェル（Harry Decheiver、1970年3月8日 - ）は、オランダ・デーフェンテル出身の元サッカー選手。ポジションはFW。サッカー指導者。
デヘイフェルはゴー・アヘッド・イーグルスで4シーズン、SCヘーレンフェーン、RKCヴァールヴァイク、SCフライブルク、FCユトレヒトそしてボルシア・ドルトムントでプレーし、怪我により現役を引退した。

## クラブ経歴

### フライブルク
1995年の冬、ゴー・アヘッド・イーグルスからSCフライブルクに移籍した。契約期間は2年で移籍金はおよそ35万ユーロであった。デヘイフェル加入時はリーグ最下位に沈んでいたが、デヘイフェルが11ゴールを挙げ、シーズン終了時には11位にまで復帰した。また、このうちの2ゴールはFCバイエルン・ミュンヘン相手に記録したものである。

## タイトル
ボルシア・ドルトムント
- インターコンチネンタルカップ : 1回 (1997)